# Július Šimko
Július Šimko (* 12. listopadu 1964) byl slovenský politik, po sametové revoluci československý poslanec Sněmovny lidu Federálního shromáždění za HZDS.

## Biografie
Ve volbách roku 1992 byl za HZDS zvolen do Sněmovny lidu. Ve Federálním shromáždění setrval do zániku Československa v prosinci 1992. Uvádí se bytem Hanušovce nad Topľou. V roce 1994 se Július Šimko zmiňuje na postu ředitele okresního úřadu práce v Košicích.
V roce 2009 se jistý Július Šimko uvádí jako kandidát na post kontrolora města Košice za HZDS.